# Дакшевич, Геннадий Дионизович
Геннадий Дионизович Дакшевич (15 марта 1966, СССР — 24 ноября 2012) — советский и российский легкоатлет, специалист по барьерному бегу. Выступал за сборные СССР и России по лёгкой атлетике в 1991—1995 годах, победитель и призёр первенств национального значения, участник двух чемпионатов мира. Представлял Харьков, Кабардино-Балкарию и Краснодарский край. Мастер спорта России международного класса.

## Биография
Геннадий Дакшевич родился 15 марта 1966 года. Занимался лёгкой атлетикой в Харькове, выступал за Украинскую ССР.
Впервые заявил о себе в сезоне 1991 года, когда в беге на 110 метров с препятствиями выиграл серебряную медаль на чемпионате страны в рамках X летней Спартакиады народов СССР в Киеве — уступил здесь только нижегородцу Владимиру Шишкину. Попав в состав советской национальной сборной, выступил на летней Универсиаде в Шеффилде, где стал восьмым, и на чемпионате мира в Токио, где не смог пройти дальше стадии четвертьфиналов.
После распада Советского Союза Дакшевич проживал в России, выступал на различных всероссийских стратах за Кабардино-Балкарию, где проходил подготовку под руководством заслуженного тренера М. В. Чикалина, и позже за Краснодарский край. Так, в 1994 году он взял бронзу в беге на 60 метров с препятствиями на зимнем чемпионате России в Липецке и в беге на 110 метров с препятствиями на летнем чемпионате России в Санкт-Петербурге.
На чемпионате России 1995 года в Москве превзошёл всех соперников в барьерном беге на 110 метров и завоевал золотую медаль. Принимал участие в чемпионате мира в Гётеборге, где дошёл до четвертьфинала.
За выдающиеся спортивные достижения удостоен почётного звания «Мастер спорта России международного класса».
Умер 24 ноября 2012 года. Похоронен на Северном кладбище Санкт-Петербурга.